# Ермаков, Александр Юрьевич
Александр Юрьевич Ермаков (род. 29 мая 1952, с. Толоконное, Белгородская область, РСФСР, СССР) — советский и российский актёр театра и кино, народный артист Российской Федерации (1999).

## Биография
Александр Ермаков вырос на Украине. С 3 класса принимал участие в школьных театрализованных постановках, а с пятого — занимался в драматическом кружке «Театр юных» Харьковского дворца пионеров и школьников. В 1972 году окончил Горьковское театральное училище. Один из воспитанников Петра Слонима.
С 1972 по 1974 год актёр Горьковского театра комедии.
Работал в Харьковском театре юного зрителя, в Московском областном драматическом театре имени Островского.
С 1981 по 1995 год актёр Московского драматического театра имени А. С. Пушкина.
С 1995 года актёр Малого театра.

## Признание и награды
- Орден Почёта (19 января 2013 года) — за большие заслуги в развитии отечественной культуры и искусства, многолетнюю плодотворную деятельность[5]
- Орден Дружбы (3 сентября 2006 года) — за большой вклад в развитие отечественного театрального искусства и многолетнюю плодотворную деятельность[6]
- Народный артист Российской Федерации (22 ноября 1999 года) — за большие заслуги в области искусства[2]
- Заслуженный артист Украинской ССР
- Премия Правительства Российской Федерации в области культуры (23 января 2008 года) — за спектакль по пьесе Н. В. Гоголя «Ревизор»[7]
- Грамота Министерства культуры Российской Федерации за участие в спектакле «Мотивы»[8]

## Творчество

### Роли в театре

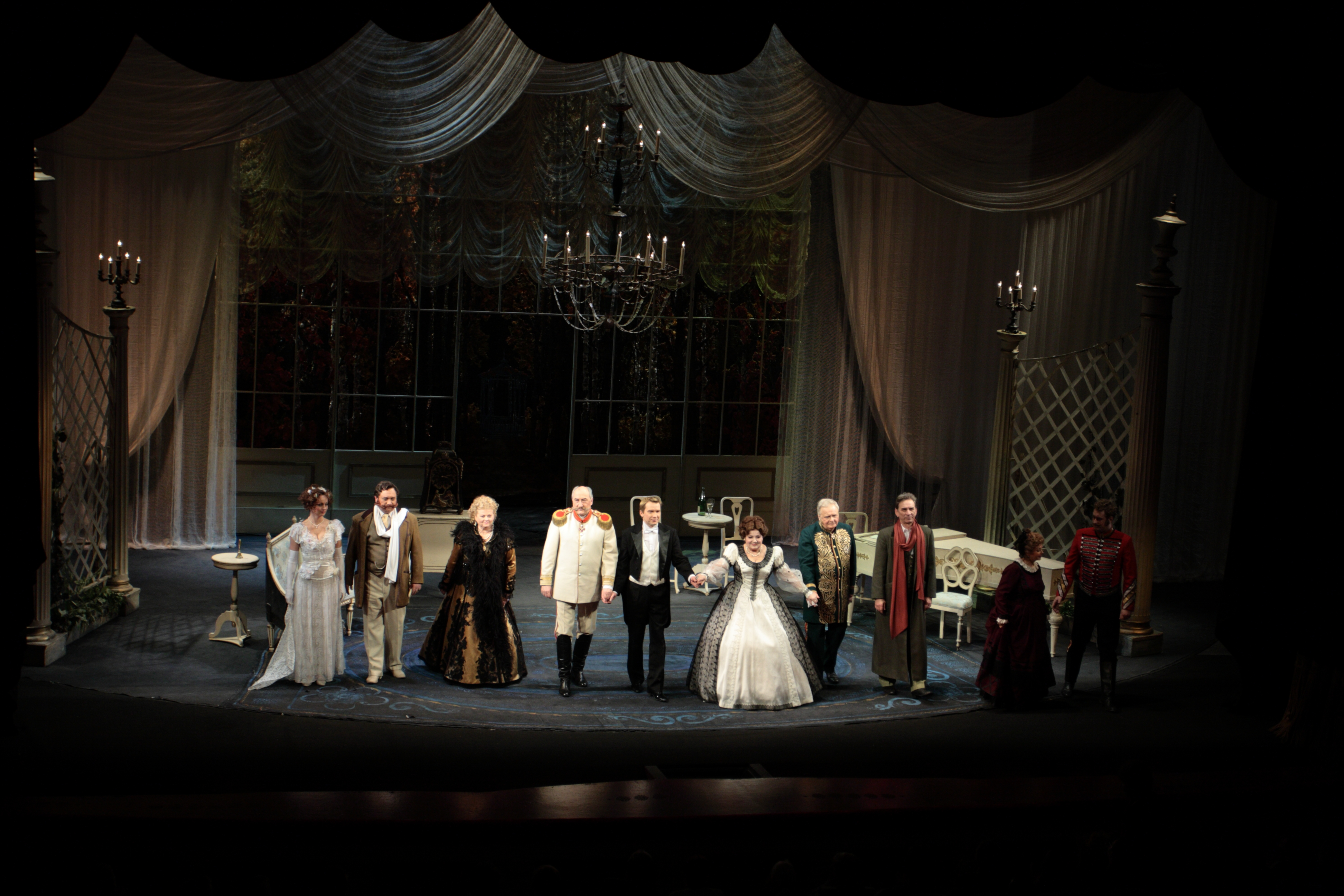
Малый театр. На всякого мудреца довольно простоты. Актёры. Слева направо: Машенька (О. Л. Пашкова), И. И. Городулин (А. В. Клюквин), К. Л. Мамаева (И. В. Муравьёва), Крутицкий (Б. В. Клюев), Е. Д. Глумов (А. В. Вершинин), С. И. Турусина (А. Н. Евдокимова), Н. Ф. Мамаев (В. И. Езепов), Голутвин (А. Ю. Ермаков), приживалка (Г. Г. Микшун или Н. П. Швец), Е. В. Курчаев (Г. Н. Скряпкин)

#### Горьковский театр комедии
- «Проснись и пой» И. Дьярваша — Дьюла
- «Мышеловка» А. Кристи — Кристофер Рен
- «Тогда в Севилье» С. Алёшина — Бекперген

#### Харьковский театр юного зрителя
- «Бранденбургские ворота» М. Светлова — Командор
- «Женитьба» Н. Гоголя — Кочкарёв
- «На дне» М. Горького — Васька Пепел
- «Письма к другу» А. Лиханова, А. Шура — Николай Островский
- «Свинопас» Х. К. Андерсена — Свинопас
- «Иван — крестьянский сын» Б. Сударушкина — Иван

#### Московский областной драматический театр имени А. Н. Островского
- «Волки и овцы» А. Островского — Мурзавецкий
- «Деревенские рассказы» В. Шукшина — Иван

#### Московский драматический театр имени А. С. Пушкина
- «Разбойники» Ф. Шиллера — Карл Моор
- «Мотивы» М. А. Ворфоломеева — Фёдор
- «Бесы» Ф. Достоевского — Липутин
- «Сон в летнюю ночь» В. Шекспира — Царь Оберон
- «Торжество любви» П. Мариво — Больвио
- «Эрик XIV» А. Стриндберга — Йоран
- «Семья Иванова» А. Платонова — Иванов
- «Любовь под вязами» Ю. О’Нила — Скрипач

#### Малый театр
- 1996 — «Царь Иоанн Грозный» А. К. Толстого. Режиссёр: Владимир Драгунов — Михайло Нагой[9]
- 1996 — «Царь Федор Иоаннович» А. К. Толстого — князь Мстиславский
- 1996 — «Князь Серебряный» А. К. Толстого. Режиссёр: Виталий Иванов — Годунов
- 1997 — «Царь Борис» А. К. Толстого. Режиссёр: Владимир Бейлис — Салтыков
- 1997 — «Свадьба Кречинского» по А. В. Сухово-Кобылину. Режиссёр Виталий Соломин — Фёдор
- 1998 — «Лес» А. Н. Островского. Режиссёр: Юрий Соломин — Несчастливцев
- 1999 — «Хроника дворцового переворота» Г. П. Турчиной. Режиссёр: Владимир Бейлис — Митрополит Димитрий
- 2001 — «Как скрыть убийство» С. Сондхайма, Д. Фурта. Режиссёр: Владимир Бейлис — Дэн Лжерард
- 2002 — «На всякого мудреца довольно простоты» А. Н. Островского. Режиссёр: Владимир Бейлис — Голутвин
- 2003 — «Таинственный ящик» Петра Каратыгина. Режиссёр: Юрий Соломин — Барон де Ратиньер
- 2003 — «Царь Иоанн Грозный» А. К. Толстого. Режиссёр Владимир Драгунов — Бельский
- 2004 — «Три сестры» А. П. Чехова. Режиссёр: Юрий Соломин — Вершинин
- 2006 — «Ревизор» Н. В. Гоголя. Режиссёр: Юрий Соломин — Шпекин
- 2011 — «Дон Жуан» А. К. Толстого. Режиссёр: Александр Клюквин — Командор
- 2012 — «Священные чудовища» Ж. Кокто. Режиссёр: Антон Яковлев — Флоран
- 2012 — «Сирано де Бержерак» Э. Ростана. Режиссёр: Жорж Лаводан — Граф де Гиш
- 2013 — «Филумена Мартурано» Э. де Филиппо. Режиссёр: Стефано де Лука — адвокат Ночелла
- 2014 — «Молодость Людовика XIV» А. Дюма. Режиссёр: Юрий Соломин — Мазарини
- 2017 — «Таланты и поклонники» А.Н. Островского. Режиссёр: Владимир Драгунов — Нароков
- 2017 — «Последняя жертва» А.Н. Островского. Режиссёр: Владимир Драгунов — Лавр Миронович
- 2017 — «Женитьба» Н.В. Гоголя. Режиссёр: Юрий Соломин — Анучкин
- 2018 — «Смута. 1609-1611 гг.» В.Р. Мединского. Режиссёр: Владимир Бейлис — Владыка Сергий
- 2019 — «Дальше - тишина» В. Дельмар. Режиссёр: Юрий Соломин — Хоппер
- 2019 — «Мнимый больной» Ж.Б. Мольера. Режиссёр: Сергей Женовач — Доктор Диафуарус
- 2020 — «Доходное место» А.Н. Островского. Режиссёр: Андрей Цисарук — Вышневский
- 2021 — «Буратино» А.Н. Толстого. Режиссёры: Юрий Соломин и Станислав Сошников — Папа Карло
- 2022 — «Пиковая дама» А.С. Пушкина. Режиссёр: Александр Житинкин — Чекалинский
- 2022 — «Собачье сердце» М.А. Булгакова. Режиссёр: Алексей Дубровский — пациент

### Фильмография
- 1969 — День и вся жизнь — Алёша, сын Кати
- 1981 — Честный, умный, неженатый… — Антон
- 1983 — Подросток
- 1983 — Демидовы — Григорий
- 1984 — Первая конная — Морозов
- 1984 — Особый случай — Валентин Бушков
- 1989 — Канун
- 1992 — Разыскивается опасный преступник
- 1994 — Незабудки
- 2000 — Маросейка, 12
- 2002 — Трое против всех
- 2004 — Красная площадь — Олег Сорока
- 2007 — Богатая и любимая — Валентин Бушков
- 2009 — Высший пилотаж — Михал Михалыч
- 2009 — Сорок третий номер
- 2011 — Дикий-2
- 2012 — Совет да любовь
- 2012 — Белый тигр — командир полка
- 2012 — Жизнь и судьба
- 2012 — Шахта
- 2014 — Легавый-2 — Георгий Викторович Уланский, высокопоставленный чиновник
- 2014 — С чего начинается Родина
- 2014 — Сучья война — Ефрем Николаевич Грач,отец Лёвы
- 2019 — Лев Яшин. Вратарь моей мечты — Лев Яшин (в зрелости)